# Бай, Брэндон
Брэ́ндон Скотт Бай (англ. Brandon Scott Bye; 29 ноября 1995, Каламазу, Мичиган, США) — американский футболист, правый защитник клуба «Нью-Инглэнд Революшн».

## Карьера

### Университетский футбол
В 2014—2017 годах Бай обучался в Университете Западного Мичигана по специальности «Маркетинг продуктов питания и цепочки поставок» и играл за университетскую футбольную команду «Уэстерн Мичиган Бронкос». В Национальной ассоциации студенческого спорта сыграл 67 матчей, забил 22 мяча и отдал 19 результативных передач.
В студенческие годы также выступал за клуб Премьер-лиги Великих озёр «Гранд-Рапидс» и клубы Национальной премьер-лиги «Каламазу» и «Миннеаполис Сити».

### Клубная карьера
19 января 2018 года на Супердрафте MLS Бай был выбран в первом раунде под общим восьмым номером клубом «Нью-Инглэнд Революшн». Клуб подписал с ним контракт 10 февраля. Его профессиональный дебют состоялся 3 марта в матче стартового тура сезона 2018 против «Филадельфии Юнион», в котором он вышел на замену вместо Хуана Агудело на 55-й минуте. 15 сентября в матче против «Лос-Анджелеса» забил свой первый гол в профессиональной карьере. 19 ноября 2019 года Бай перезаключил контракт с «Нью-Инглэнд Революшн». 26 ноября 2021 года Бай продлил контракт с «Нью-Инглэнд Революшн» на три года, до конца сезона 2024, с опцией ещё на один год.

## Достижения
Командные
 «Нью-Инглэнд Революшн»
- Победитель регулярного чемпионата MLS: 2021

## Статистика выступлений
| Выступление          | Выступление      | Выступление      | Лига | Лига | Плей-офф | Плей-офф | Кубок | Кубок | ЛЧ КОНКАКАФ | ЛЧ КОНКАКАФ | Итого | Итого |
| Клуб                 | Лига             | Сезон            | Игры | Голы | Игры     | Голы     | Игры  | Голы  | Игры        | Голы        | Игры  | Голы  |
| -------------------- | ---------------- | ---------------- | ---- | ---- | -------- | -------- | ----- | ----- | ----------- | ----------- | ----- | ----- |
| Нью-Инглэнд Революшн | MLS              | 2018             | 24   | 1    | —        | —        | 1     | 0     | —           | —           | 25    | 1     |
| Нью-Инглэнд Революшн | MLS              | 2019             | 30   | 2    | 1        | 0        | 2     | 0     | —           | —           | 33    | 2     |
| Нью-Инглэнд Революшн | MLS              | 2020             | 22   | 0    | 3        | 0        | —     | —     | —           | —           | 25    | 0     |
| Нью-Инглэнд Революшн | MLS              | 2021             | 29   | 2    | 1        | 0        | —     | —     | —           | —           | 30    | 2     |
| Нью-Инглэнд Революшн | MLS              | 2022             | 29   | 2    | —        | —        | 2     | 0     | 2           | 0           | 33    | 2     |
| Нью-Инглэнд Революшн | MLS              | 2023             | 1    | 0    | 0        | 0        | 0     | 0     | —           | —           | 1     | 0     |
| Нью-Инглэнд Революшн | Итого            | Итого            | 135  | 7    | 5        | 0        | 5     | 0     | 2           | 0           | 147   | 7     |
| Всего за карьеру     | Всего за карьеру | Всего за карьеру | 135  | 7    | 5        | 0        | 5     | 0     | 2           | 0           | 147   | 7     |

Источники: Transfermarkt, Soccerway, Footballdatabase.eu.